# Haruto Shirai
Haruto Shirai (白井 陽斗 Shirai Haruto?, Osaka, 23 de octubre de 1999) es un futbolista japonés que juega como delantero en el Hokkaido Consadole Sapporo.

## Trayectoria

### Clubes
| Club                       | País  | Año       |
| -------------------------- | ----- | --------- |
| Gamba Osaka                | Japón | 2018-2021 |
| Fagiano Okayama            | Japón | 2022      |
| F. C. Ryukyu               | Japón | 2023-2024 |
| Hokkaido Consadole Sapporo | Japón | 2024-     |